# Fjørt
Fjørt ist eine 2012 gegründete Band aus Aachen. Die Band verwendet größtenteils deutschsprachige Texte und ist dem Post-Hardcore zuzuordnen.

## Geschichte
Die Band wurde im Februar 2012 in Aachen gegründet und veröffentlichte am 23. November 2012 ihre erste EP Demontage über Truelove Entertainment. Obwohl die EP nur aus sechs Liedern bestand, wurden bereits die ersten beiden Videoauskopplungen herausgebracht. Neben dem Musikvideo zu dem Lied Glasgesicht durch den Berliner Künstler „Keychee“, wurde das Video zum Titellied Demontage von Iconographic produziert, die auch bei allen späteren Videos mit der Band zusammenarbeiteten. Bis zur Veröffentlichung des ersten Studioalbums spielte die Band beinahe 100 Konzerte. Am 21. März 2014 erschien D'Accord bei This Charming Man Records. Auch aus diesem zehn Titel umfassenden Werk gab es mehrere Bewegtbilder zur Unterlegung. Es gab einige Konzerte mit Heisskalt und labeleigene Festivals.
2015 unterschrieb die Band beim deutschen Label Grand Hotel van Cleef und veröffentlichte dort am 22. Januar 2016 das zweite Album mit dem Titel Kontakt. Im Anschluss ging man im Februar und März auf die erste Headliner-Tour. Die 15 Konzerte umfassende Tour durch Deutschland, Österreich und die Schweiz wurde von We Never Learned to Live unterstützt. Am 17. November 2017 erschien unter dem Titel Couleur das dritte Studioalbum den Band. Es wurde ebenfalls beim Hamburger Label Grand Hotel van Cleef veröffentlicht. Auch Couleur wurde von Bewegtbildproduktionen begleitet. Die Veröffentlichung wurde durch eine Hotelsession im Hotel Waldlust in Freudenstadt angekündigt. Nach der Veröffentlichung des Albums folgte eine Trilogie zu den Stücken Couleur, Magnifique und Karat. Alle drei Musikvideos wurden, wie bereits die Hotelsession, von Iconographic produziert. Im Januar 2018 folgte eine Headlinertour zu Couleur.

## Galerie

Bandmitglieder beim Reload Festival 2016
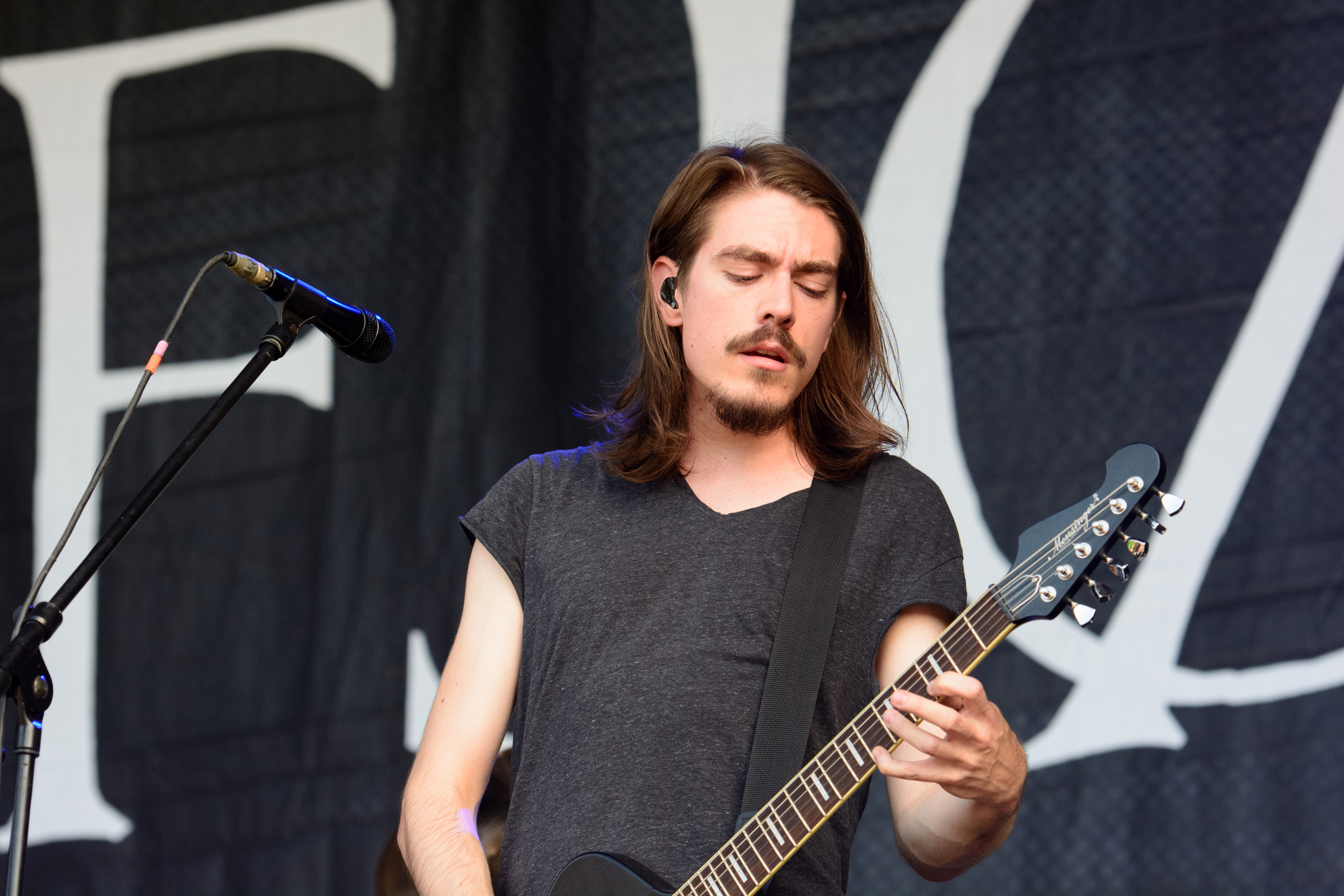
Chris Hell
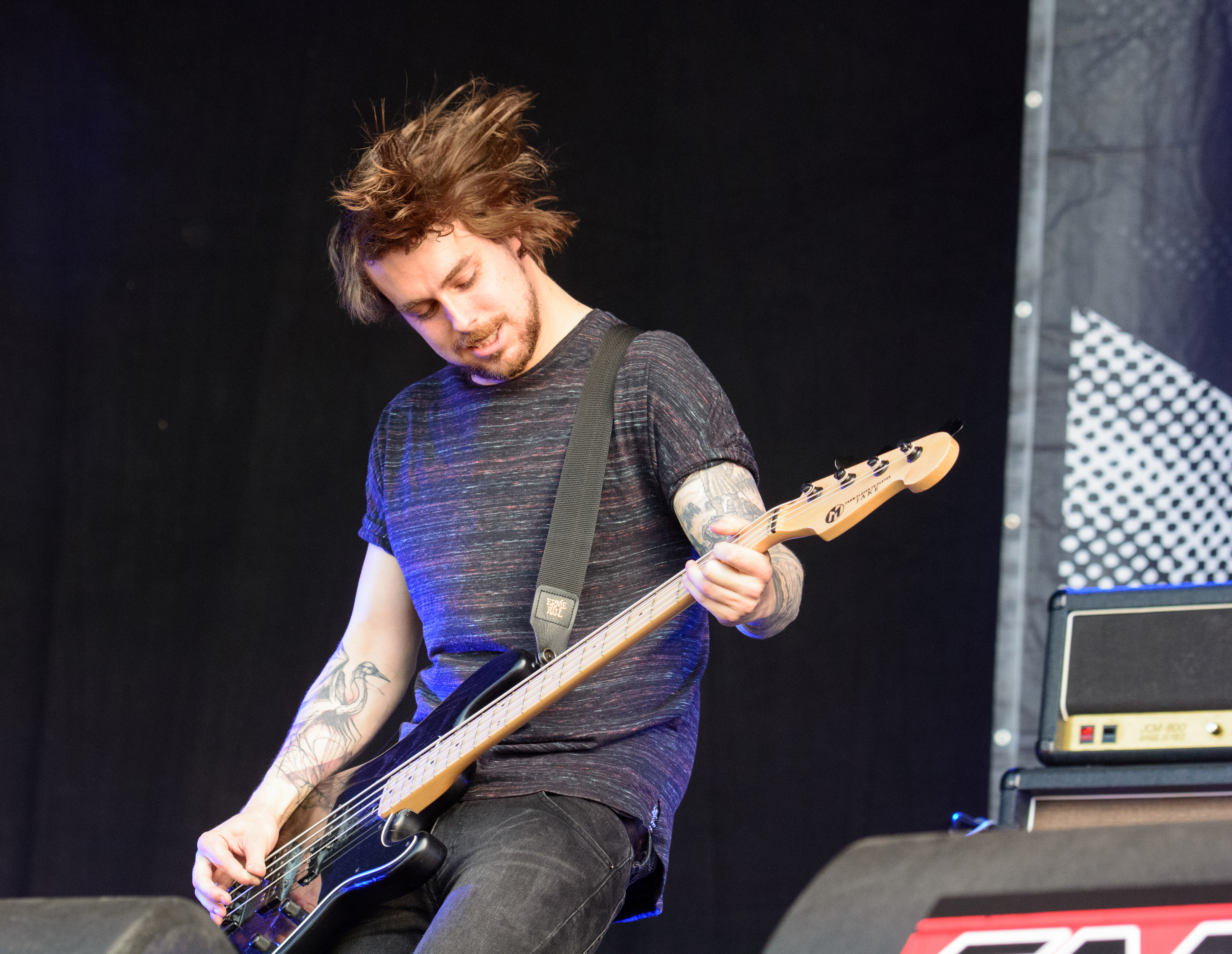
David Frings
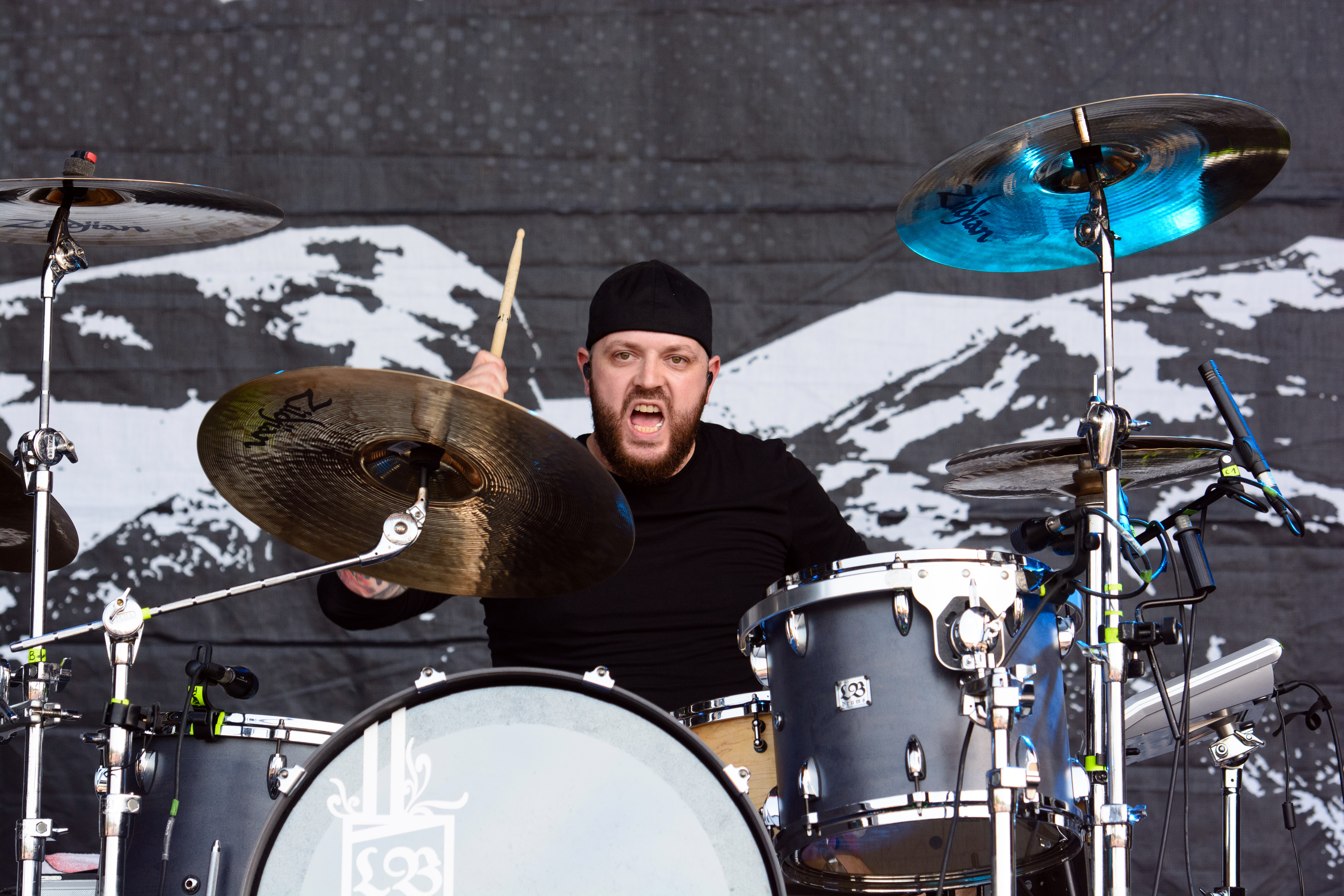
Frank Schophaus

## Diskografie
Alben

| Jahr | Titel Musiklabel                   | Höchstplatzierung, Gesamtwochen, AuszeichnungChartsChartplatzierungen (Jahr, Titel, Musiklabel, Platzierungen, Wochen, Auszeichnungen, Anmerkungen) | Anmerkungen                             |
| Jahr | Titel Musiklabel                   | DE | Anmerkungen                             |
| ---- | ---------------------------------- | --- | --------------------------------------- |
| 2014 | D’Accord This Charming Man Records | — | Erstveröffentlichung: 21. März 2014     |
| 2016 | Kontakt Grand Hotel van Cleef      | — | Erstveröffentlichung: 22. Januar 2016   |
| 2017 | Couleur Grand Hotel van Cleef      | DE24 (1 Wo.)DE | Erstveröffentlichung: 17. November 2017 |
| 2022 | Nichts Grand Hotel van Cleef       | DE8 (1 Wo.)DE | Erstveröffentlichung: 11. November 2022 |

EP
- 2012: Demontage (Truelove Entertainment)

Musikvideos
- 2012: Demontage
- 2012: Glasgesicht
- 2014: D'Accord
- 2014: Valhalla
- 2014: Passepartout
- 2014: Von Welt
- 2015: Lichterloh
- 2015: Live (in Köln)
- 2016: Anthrazit
- 2017: Lebewohl
- 2017: Couleur (Hotelsession)[2]
- 2017: Couleur[5]
- 2017: Magnifique[6]
- 2018: Karat[7]
- 2022: Lod // Bonheur (Livevideo)[8]
- 2022: Schrot[9]
- 2022: Fernost[10]
- 2023: Kolt[11]
- 2023: Puls[12]